# Minoan Lines
Minoan Lines — греческая судоходная компания — оператор грузо-пассажирских паромов-ролкеров на линиях между городом Пирей и Критом в Адриатическом море и между городом Патры (Греция) и различными Итальянскими портами.
Компания доминирует на рынке греческих паромных перевозок.
Компания основана в 1972 году.
С 2008 года компания контролируется итальянским судоходным конгломератом Grimaldi Group.
Флот компании по состоянию на 2013 год насчитывает семь паромов:
- Cruise Olympia
- Cruise Europa
- Olympia Palace
- Europa Palace
- Knossos Palace
- Festos Palace
- Ikarus Palace

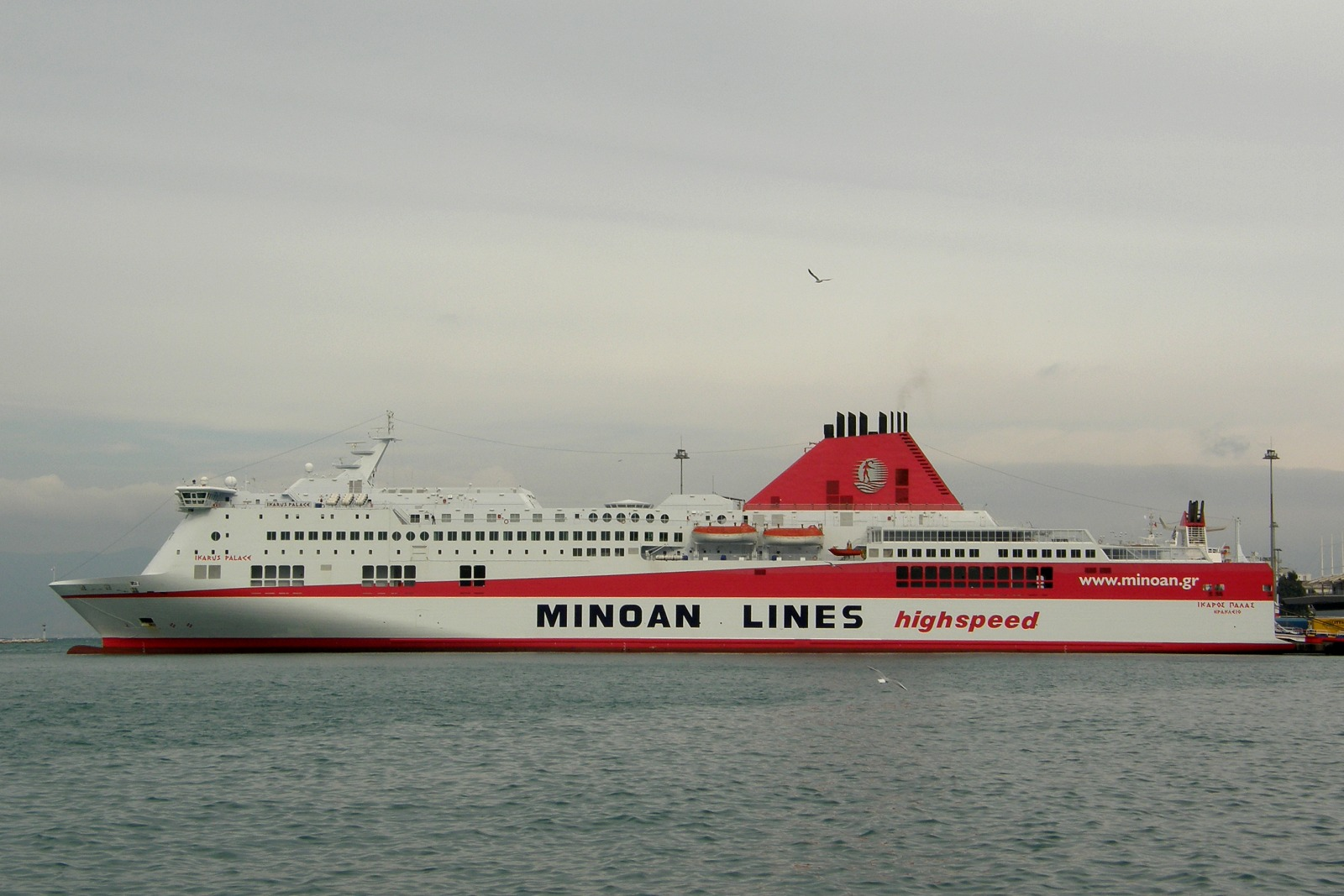
IKARUS PALACE
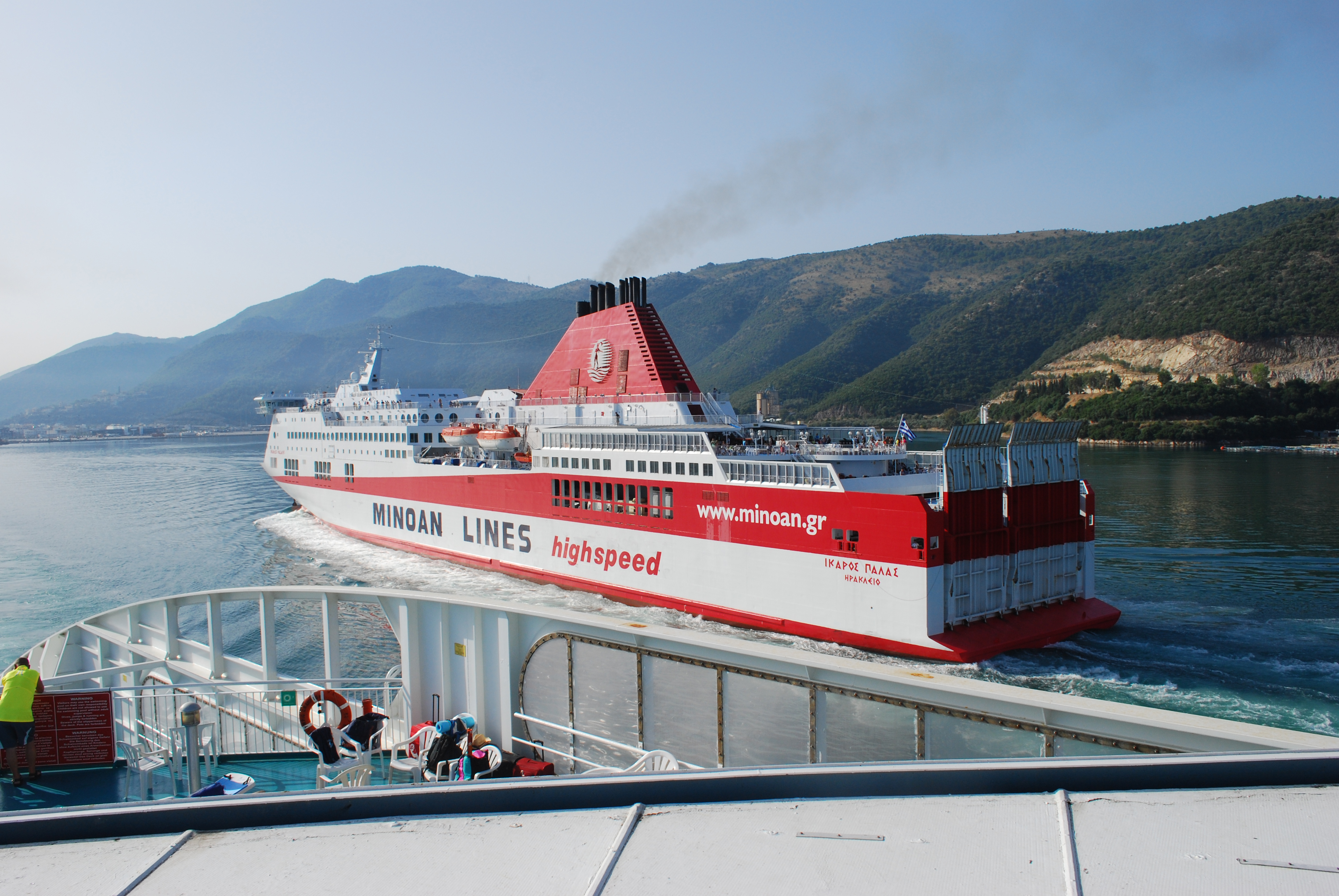
IKARUS PALACE
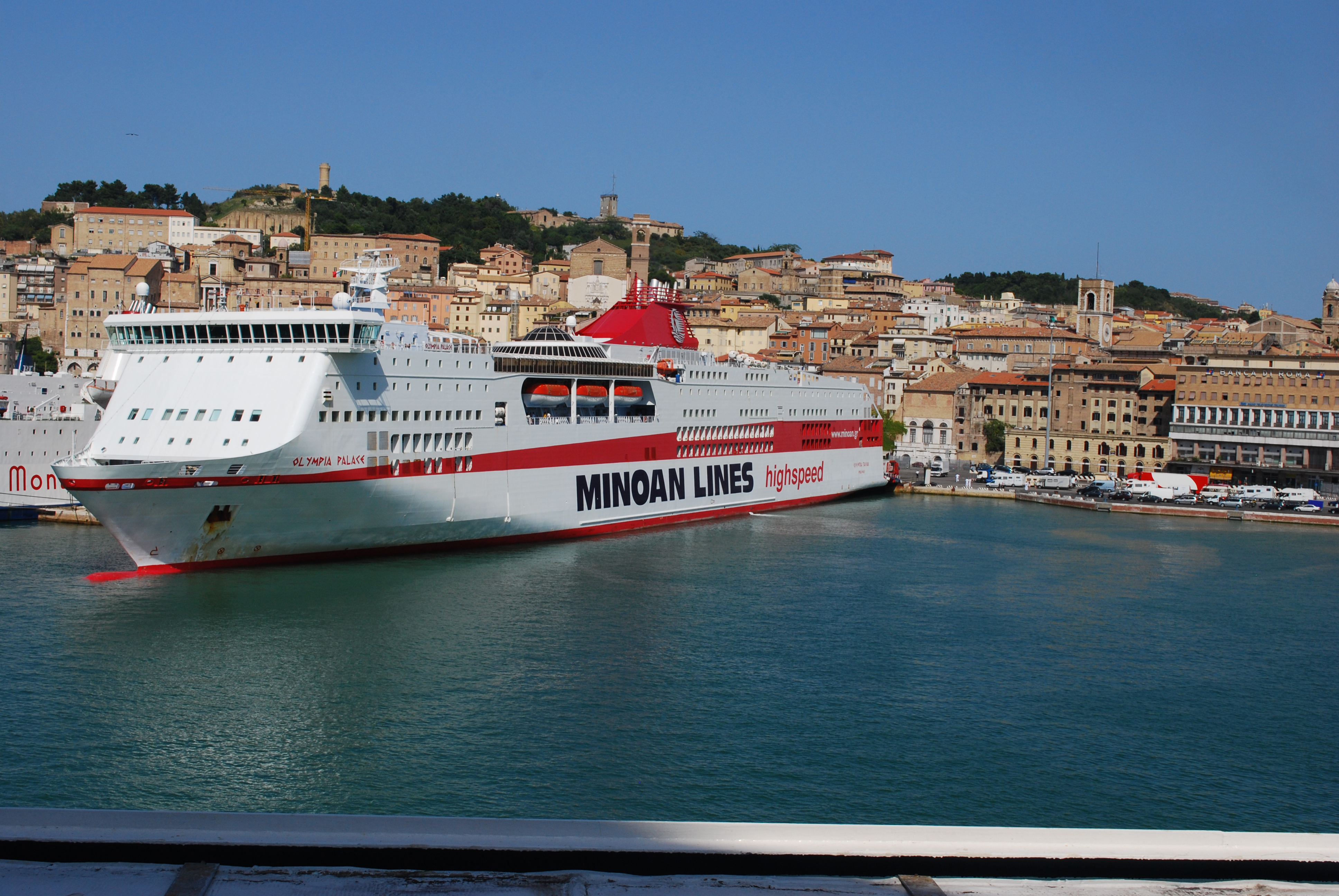
OLYMPIA PALACE
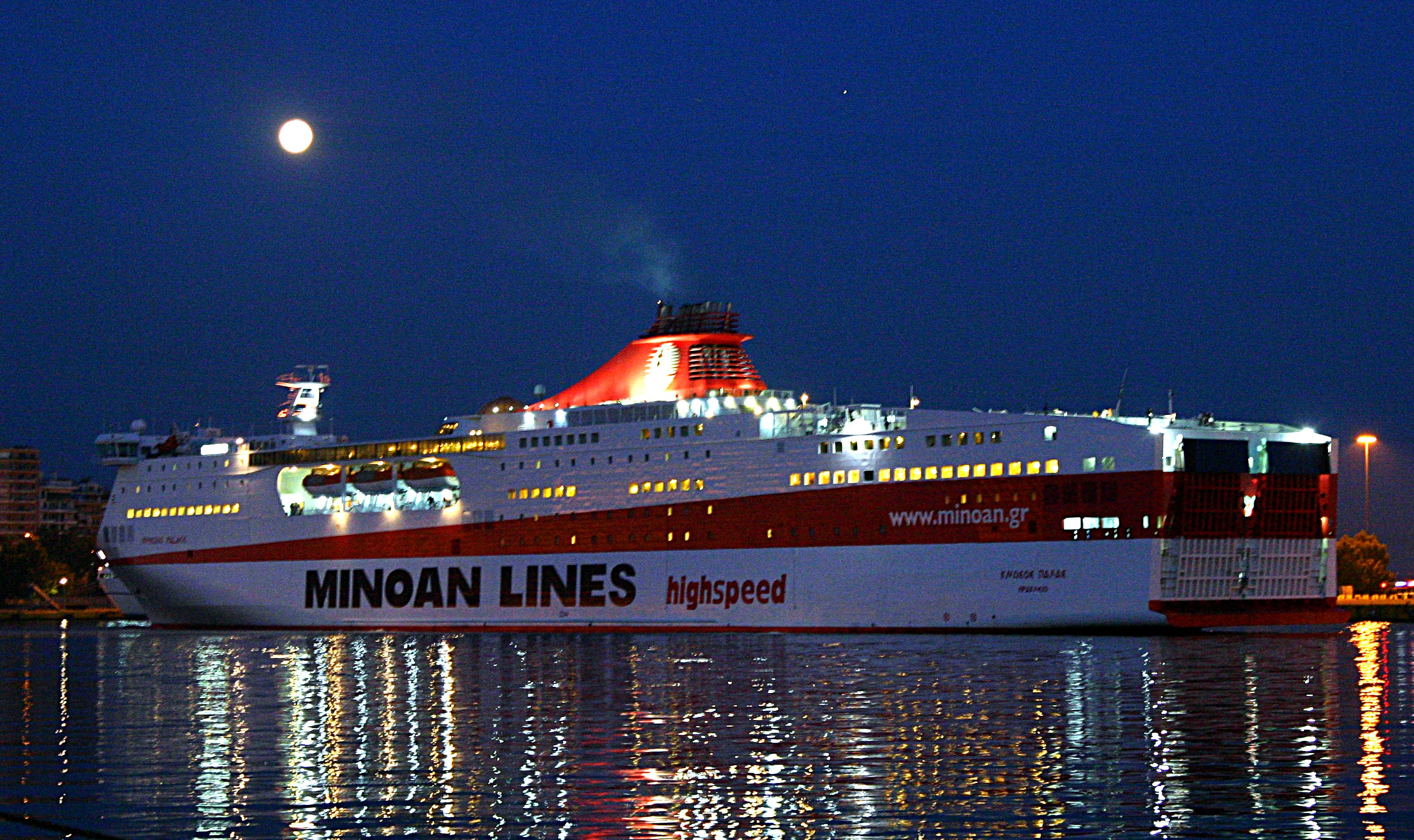
KNOSSOS PALACE